# 細野村 (群馬県)
細野村（ほそのむら）は群馬県の西部、碓氷郡に属していた村。

## 地理
- 河川 - 九十九川、増田川

## 歴史
- 1889年（明治22年）4月1日 - 町村制施行により、上増田村、土塩村、新井村が合併して細野村が成立。
- 1935年（昭和10年）9月26日 - 群馬県下に集中豪雨。細野村で民家の裏山が崩れ一家6人が全員死亡する土砂災害が発生[1]。
- 1954年（昭和29年）5月3日 - 松井田町、臼井町、坂本町、西横野村、九十九村と合併して新しい松井田町となる。
- 2006年（平成18年）3月18日 - 松井田町が安中市と合併して新しい安中市となる。